# Epipactis albensis
Epipactis albensis là một loài thực vật có hoa trong họ Lan. Loài này được Nováková & Rydlo mô tả khoa học đầu tiên năm 1978.

## Hình ảnh

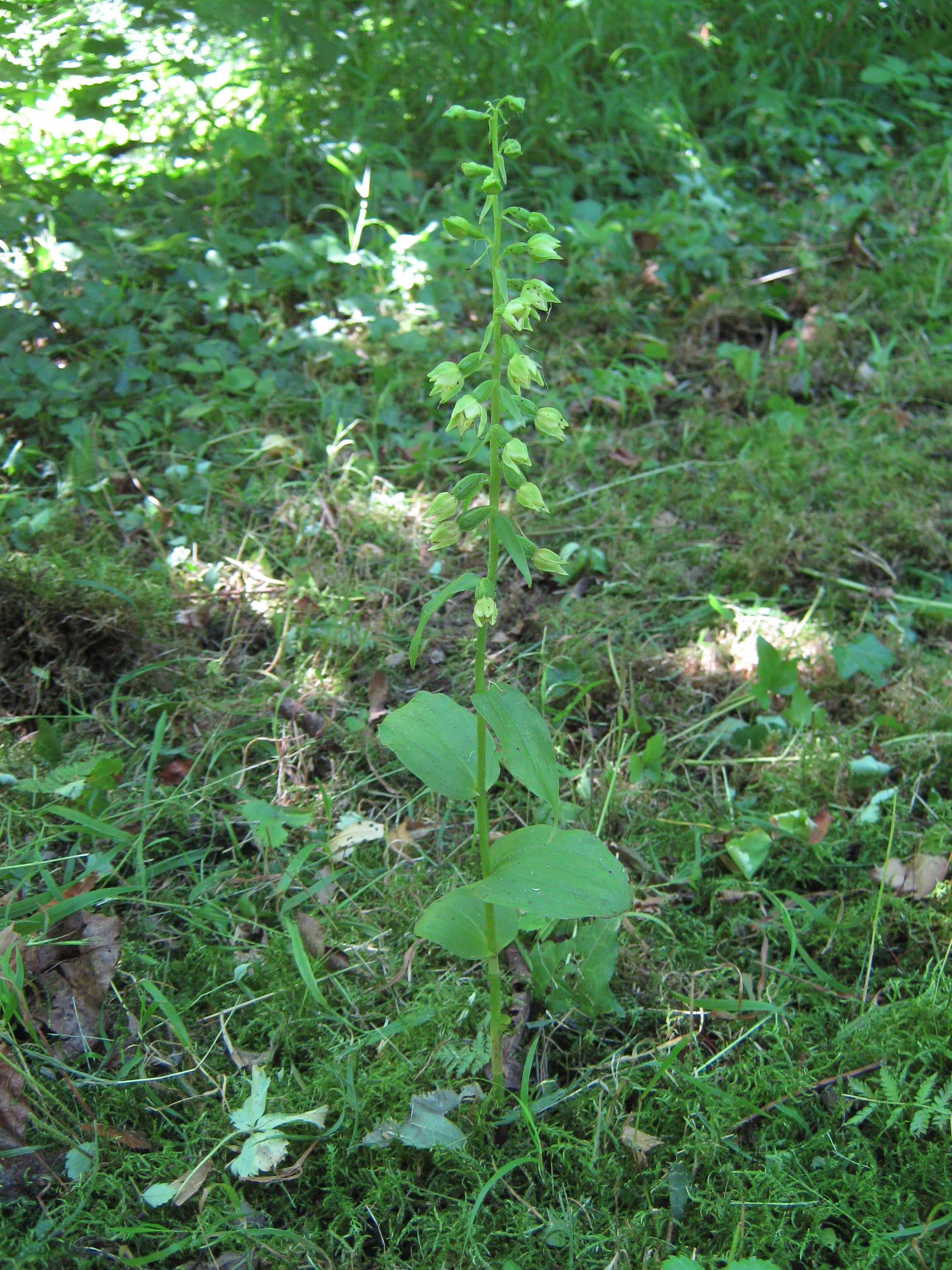
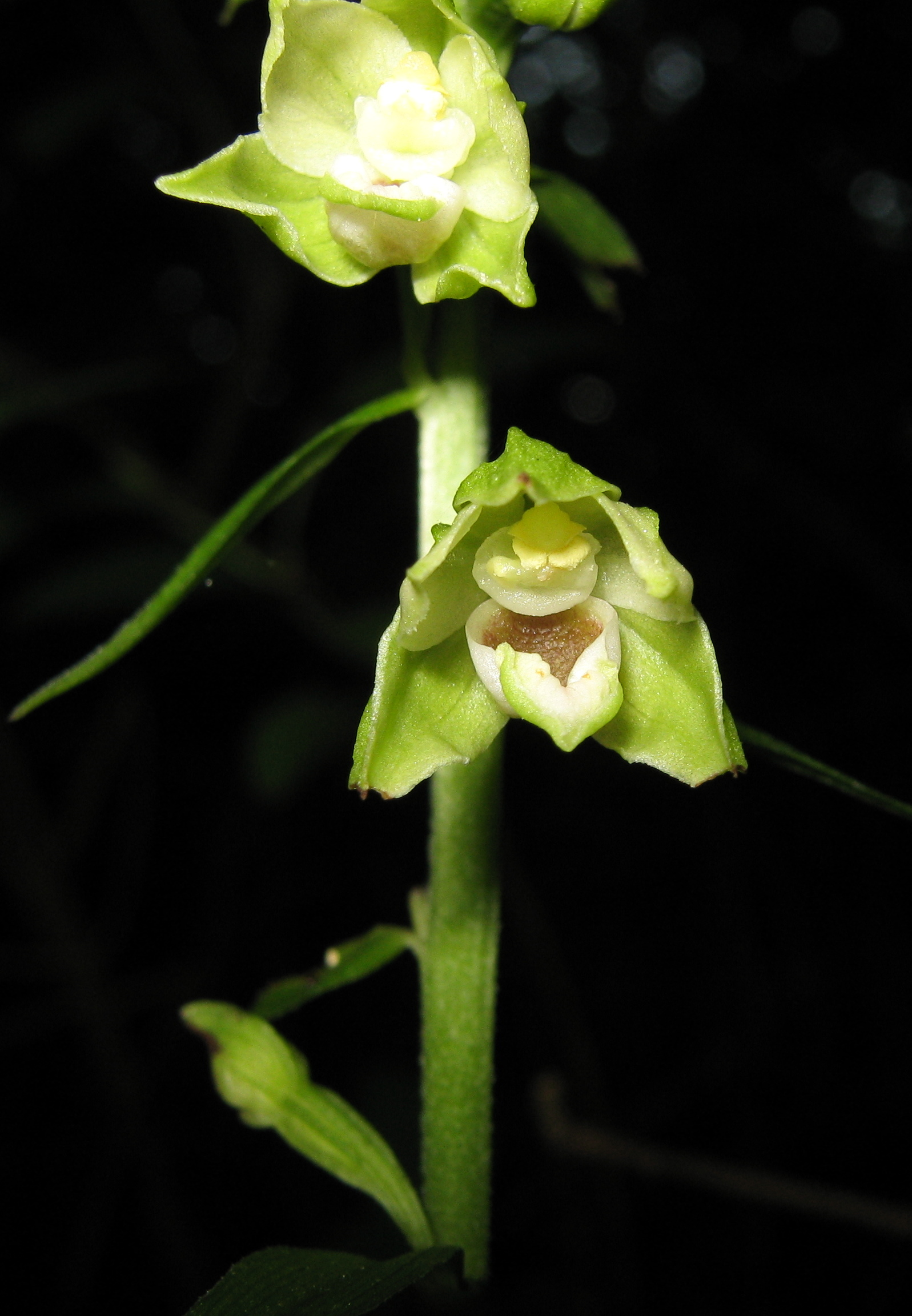
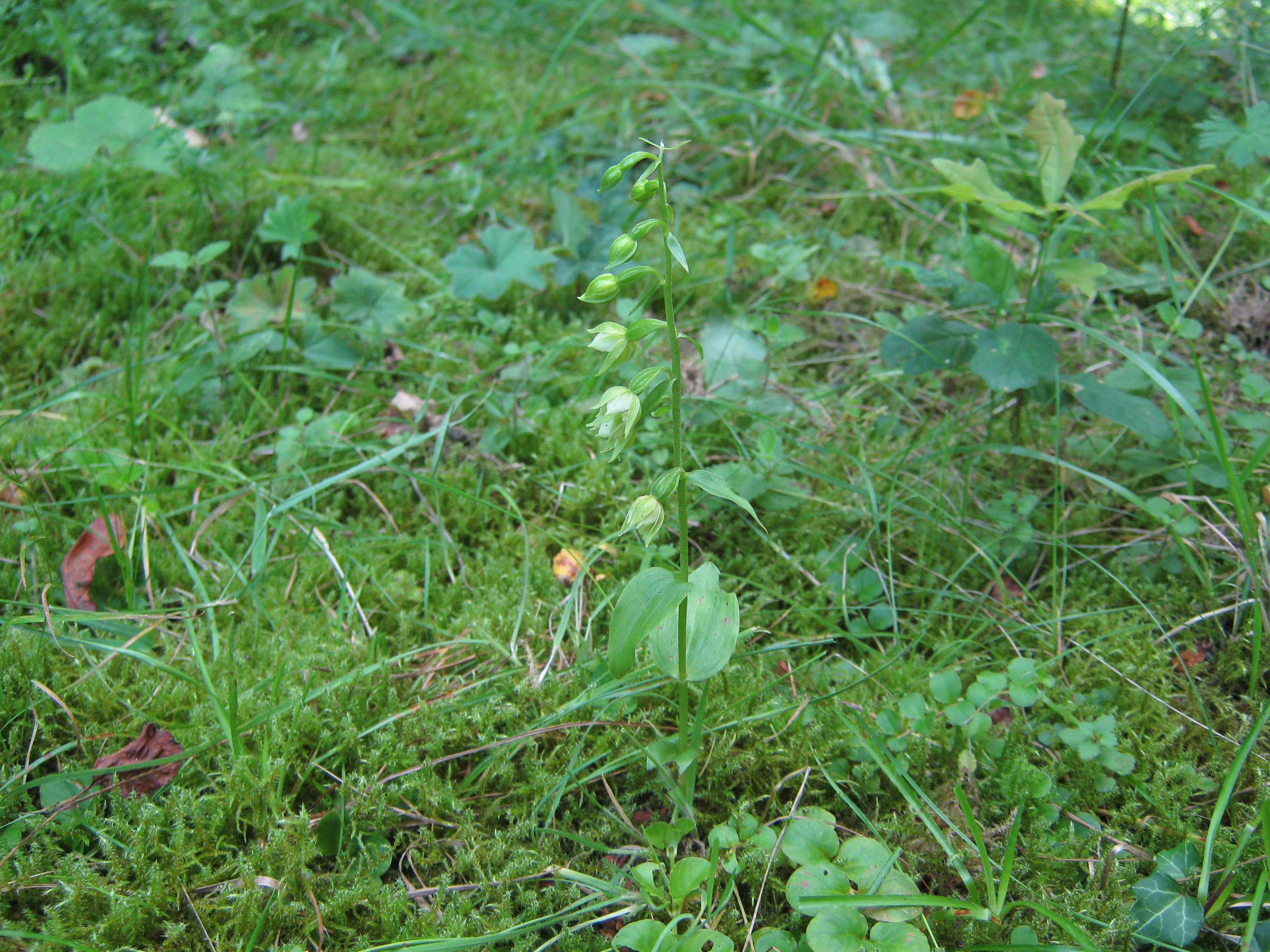